# Schizachyrium cubense
Schizachyrium cubense là một loài thực vật có hoa trong họ Hòa thảo. Loài này được (Hack.) Nash miêu tả khoa học đầu tiên năm 1912.